# TX-0
TX-0 (for Transistorized Experimental computer zero) var en tidlig computer opbygget med transistorer. 
TX-0 blev designet og bygget på MIT Lincoln Lab i 1956 og var i brug indtil starten af 1960'erne, først ved Lincoln Lab, og siden ved MIT Research Laboratory of Electronics.

## Historie

### Baggrund for TX-0
TX-0 blev konstrueret af Wes Clark og Ken Olsen, med det formål at afprøve opbygning af en computer udelukkende med transistorer, uden anvendelse af radiorør. Baggrunden var, at Clark og Olsen ønskede en computer til interaktiv brug. De havde i SAGE projektet anvendt Whilrwind og Memory Test Computer og var blevet overbevist om, at fremtiden lå i interaktive computere. De ønskede en computer der skulle være sjov at bruge.
Clark og Olsen så brugen af transistorer som en vej til at lave mindre og billigere computere og dermed gøre det økonomisk muligt at lave computere der kunne anvendes interaktivt af én 
bruger, i stedet for den på den tid dominerende batch-kørsel.
Det første projekt-forslag var for en meget ambitiøs maskine kaldet TX-1, men forslaget blev afvist som for dyrt. TX-0 opstod som en mindre og billigere udgave af TX-1

### TX-0 på MIT
Kort efter at have gjort TX-0 færdig påbegyndte Lincoln Lab en ny computer, TX-2. For at skaffe plads til den nye maskiner låntes TX-0 ud til MIT, hvor den blev installeret i 1958. Eftersom kernelager var meget kostbart blev det meste fjernet fra maskinen, med henblik på genbrug i TX-2. TX-0 blev leveret til MIT med 4K-ord lager, senere opgraderet til 8K-ord.
Trods det begrænsede lager blev TX-0 på MIT brugt til at udvikle en lang række fremskridt inden for datalogien og computer teknologi, bl.a. pionerarbejde inden for talegenkendelse, håndskriftsgenkendelse, og tidligere programmerings-værktøjer som teksteditorer, debuggere, mm. Brugerne af TX-0 lagde grunden til det senere MIT AI Lab.
På MIT blev TX-0 omdrejningspunkt for den første gruppe af entusiastiske programmører – de første hackere. Den interaktive anvendelse gjorde, at TX-0 i modsætning til andre computere lagde op til at programmere for sjov, og gjorde det muligt at lave eksperimenter med computeren uden af have en plan på forhånd. Den senere hacker-kultur fik sin start med TX-0.
Olsen forlod senere MIT for at danne firmaet DEC. DEC forærede den første model af sin første computer, PDP-1, til MIT, hvor den blev installeret ved siden af TX-0.
Clark blev ved Lincoln Lab og designede TX-2 og senere LINC, en interaktiv computer til laboratorie-anvendelse. LINC blev meget udbredt og kan betragtes som den første personlige computer.

## Teknisk beskrivelse
TX-0 var først og fremmest et eksperiment i design af en computer med transistorer og af design af et stort magnetkerne lager. Udgangspunktet for designet af TX-0 var Whirlwind, men TX-0 var fra starten bygget til at drage fordel af transistorer. Hvor Whirlwind fyldte en hel etage i en bygning, fyldte TX-0 "kun" et enkelt rum og var ikke desto mindre en noge thurtigere maskine.
I ligehed med med Whirlwind havde TX-0 en skærm til interaktivt brug, et 12" oscilloscop, som gav mulighed for at vise 512×512 punkter i 7" gange 7" område. Display-system på TX-0 var designet af Ben Gurly som senere designede PDP-1. 
TX-0 anvendte ferritkerne lager og havde 64K 18-bit ord – et for sin tid meget stort lager. Instruktioner var på 18 bit, hvilket kun gavmulighed for 2 bit til selve instruktionen, dvs. 4 instruktioner i alt (store, add, branch of operate). "Operate" gav mulighed for at have mere specielle instruktioner som "micro-orders" i de følgende instruktioner. En addition tog 10 mikrosekunder at udføre.
Da maskinen blev flyttet til MIT blev det meste lager fjernet, hvilket gjorde det muligt at øge antaller af instruktioner til 16, hvorved maskinen blev langt nemmere at programmere.

## Eksterne links
- RLE Technical Report 627 TX-0 Computer History (PDF)
- The TX-0: Its Past and Present Arkiveret 26. april 2002 hos  Wayback Machine
- TX-0 documentation